# Prosigoj
Prosigoj – władca serbski z dynastii Wyszesławiców, panujący w 1. połowie IX wieku. 
Znany jest z listy władców serbskich, sporządzonej przez Konstantego Porfirogenetę. Był wnukiem Wyszesława, synem Radosława i ojcem Włastimira. Panowanie Prosigoja datowane jest na okres przed 836 rokiem.